# طواف إسبانيا 1991
طواف إسبانيا 1991 هو سباق دراجات هوائية أقيم في إسبانيا بتاريخ 29 أبريل - 19 مايو، تكون السباق من 20 مرحلة وامتدّ لمسافة 3215 كم بسرعة 38.797 كم/س، استغرق السباق 82 ساعة 48 دقيقة 07 ثانية. فاز به ميلتشور ماوري وحلّ ثانيا ميغيل إندوراين.

## الترتيب
| م                     | الدرّاج         | البلد   | الزمن                     |
| --------------------- | -------------- | ------- | ------------------------- |
| الفائز بالترتيب العام | ميلتشور ماوري  | إسبانيا | 82 ساعة 48 دقيقة 07 ثانية |
| الثاني                | ميغيل إندوراين | إسبانيا |                           |